# Puerperio

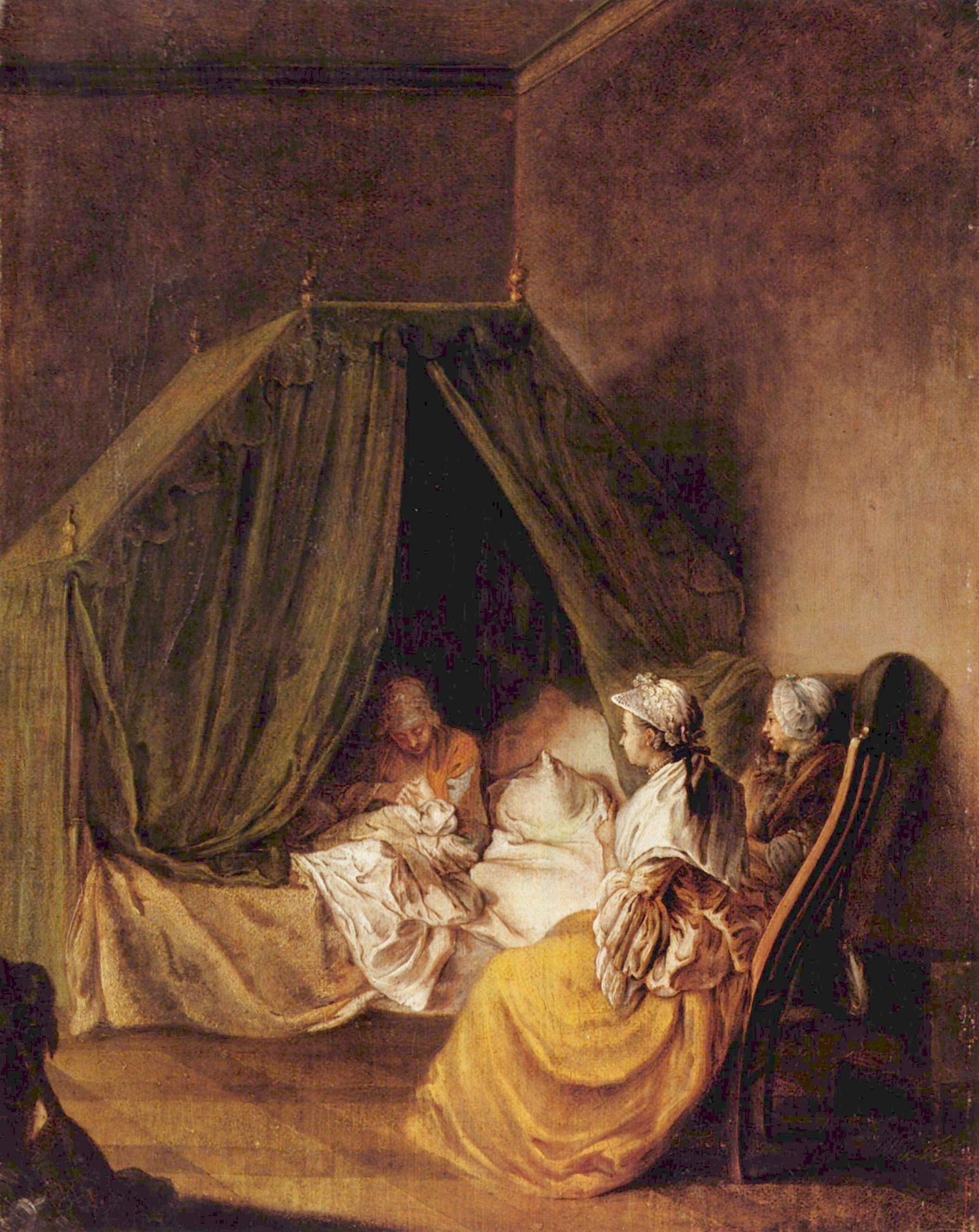
Die Wochenstube - "El cuarto para la semana", aprox. 1770 por Daniel Chodowiecki, ilustrando las primeras horas ulteriores al parto, el periodo de ajuste durante el cual el aparato genital de la mujer vuelve a su estado no-grávido.

En la fisiología humana, el puerperio o posparto (también postparto) es el período que inmediatamente sigue al parto y que se extiende el tiempo necesario (normalmente 6 a 8 semanas después del parto) para que el cuerpo materno —incluyendo las hormonas y el aparato reproductor femenino— vuelva a las condiciones pregestacionales, aminorando las características adquiridas durante el embarazo. En el puerperio también se incluye el período de las primeras 24 horas ulteriores al parto, que recibe el nombre de «posparto inmediato».
Si los fenómenos se suceden naturalmente y sin alteraciones, el puerperio será normal o fisiológico, en caso contrario será irregular o patológico. Se trata de un período muy importante, ya que es el tiempo de aparición de los factores que encabezan las causas de mortalidad materna, como las hemorragias posparto, entre otras. Por ello, se acostumbra durante el puerperio tener controlados los parámetros vitales y la pérdida de sangre maternos.
El enfoque principal del cuidado durante el puerperio es asegurar que la madre esté saludable y en condiciones de cuidar de su recién nacido, equipada con la información que requiera para la lactancia materna, su salud reproductiva, planificación familiar y los ajustes relacionados con su vida.
Durante este período de transición biológica, el recién nacido pasa a su vez por un estado de adaptación extrauterina, una de las transiciones fisiológicas de mayor repercusión hasta la muerte.

## Cambios físicos
Complicaciones por diferentes patologías del puerperio
Infecciones, dolorosos mamarios y hasta por trastorno psíquico.
1.  Infección puerperal. La paciente que presenta fiebre por arriba de 38 °C. Durante dos días seguidos en los primeros diez días del puerperio, excluyéndose las primeras 24hrs.
Después del parto nos encontramos con un periodo de tiempo llamado puerperio. El puerperio abarca desde el parto hasta que los órganos reproductores de la mujer recuperan la normalidad y aparece la primera menstruación. Para conseguir esta normalidad, el cuerpo sufre una serie de cambios.La madre debe ser examinada en busca de lesiones del canal blando del parto y suturada de ser indicado. Es un período en el que son comunes el estreñimiento y las hemorroides, por lo que se debe prestar atención a los síntomas que sugieran estas condiciones. La vejiga debe ser vigilada para prevenir una infección o detectar retención, y así cualquier otra patología que pueda ocurrir durante el puerperio, como el síndrome de Sheehan.

### Modificaciones en el aparato circulatorio
La frecuencia cardíaca, que había aumentado a causa del cansancio después del parto, vuelve a su estado normal; a veces el pulso incluso se ralentiza (bradicardia puerperal) y tiene que considerarse como una respuesta fisiológica del organismo. Las venas, que se habían debilitado y podían romperse con facilidad, recuperan su estado normal. Todavía serán dolorosos e hinchados los nódulos hemorroidales, que volverán a la normalidad durante la primera semana de puerperio.

### Modificaciones a nivel hormonal
La cantidad de hormonas estrógenas vuelve a la normalidad. La progesterona vuelve a los niveles normales después de 5-6 días, y la gonadotropina coriónica humana desaparece de la sangre y la orina después de 6 días.
Las glándulas endocrinas vuelven a funcionar dentro de sus valores normales, después de la hiperactividad debida al embarazo. Enseguida después del parto, la hipófisis secreta en notable cantidad prolactina, que estimula la producción de leche.

### Modificaciones en el abdomen
El volumen del abdomen disminuye y eso facilita los movimientos del diafragma, permitiendo la respiración más amplia y más profunda. El estómago y el intestino pueden padecer una ligera dilatación, con una leve disminución de velocidad de la función digestiva.
El apetito al principio es escaso, mientras que aumenta la sensación de sed. Después, el apetito vuelve a su estado normal, más lento es el retorno de la actividad intestinal a sus niveles normales.

### Modificaciones en el aparato urinario
En los primeros días de puerperio, los riñones son sometidos a un notable esfuerzo. La vejiga, que había estado comprimida mucho tiempo y ha padecido una disminución en el tono de su musculatura, aumentará su capacidad, aunque su vaciado será difícil. El estancamiento de orina en la vejiga facilita la instalación de gérmenes, que provocan inflamación en la vejiga, condición llamada cistitis (3% de los casos).

### Modificaciones en la piel
La piel del abdomen queda flácida y propensa a la aparición de pliegues. La hiperpigmentación desaparece rápidamente (línea nigra, rostro, genitales exteriores, cicatrices abdominales).
A causa de la sudoración abundante, es posible que se den fenómenos de irritación cutánea.
Después del parto puede aparecer un período de escalofríos, que puede ser intenso y durar algunos minutos, o bien fugaz y desaparecer enseguida.
La temperatura de la mujer durante el primer día puede elevarse (la axilar alcanza los 38 °C). Si la temperatura supera los 38 °C o su duración es de más de 24 horas, hay que empezar a considerar eventuales complicaciones patológicas.

### Modificación en las defensas inmunitarias
Durante el puerperio, las defensas inmunitarias disminuyen. Las mujeres que padezcan alguna enfermedad infecciosa sufren un empeoramiento después del parto.

### Modificaciones anatómicas
El orificio del cuello del útero en las féminas que han dado a luz sufre una modificación definitiva: de ser redondo se transforma en una hendidura dispuesta transversalmente. El fenómeno se debe a las pequeñas laceraciones producidas por el paso del feto. La distensión del ostio vaginal determina la desaparición de toda huella del himen. Sólo quedan pequeños restos carnosos, las llamadas carúnculas mirtiformes.

#### Etapas del puerperio
- Puerperio inmediato: comprende las primeras 24 horas y se ponen en juego los mecanismos hemostáticos uterinos.
- Puerperio mediato o propiamente dicho: abarca del 2.º al 7.º día, actuando los mecanismos involutivos, y comienza la lactancia.
- Puerperio tardío: va desde el 8º día hasta los 2 años luego del parto y se acompaña de una lactancia prolongada y activa.

## Modificaciones corporales
Los genitales vuelven a un nivel primitivo, el que tenían antes del principio del embarazo.

### Modificaciones en el útero
El útero, que durante la gestación aumentó de tamaño unas 30-40 veces, vuelve a sus condiciones normales, por un proceso llamado involución uterina. Al principio del puerperio tiene unos 20 cm de largo, 12 cm de ancho y un espesor de 8-9 cm. El espesor de la pared del cuerpo es de 4-5 cm. Después de pocas horas del parto, el fondo del útero sube al nivel del ombligo, para volver a bajar a su posición normal después de pocos días.
La involución del cuerpo del útero afecta a todos los niveles:
- el peritoneo se dispone en pliegues que, sucesivamente, desaparecen;
- la musculatura se reduce considerablemente, gran parte de las fibras musculares formadas a causa del embarazo desaparecen y las restantes vuelven a sus dimensiones normales;
- también el tejido conectivo vuelve a la normalidad.

Los productos de la destrucción de las fibras musculares se eliminan con la orina, que aumenta su contenido en nitrógeno. La separación de la placenta y las membranas ovulares crea en la cavidad uterina una gran llaga. La cavidad también contiene coágulos de sangre y fragmentos de decidua, que serán eliminados en 2-3 días.
Los productos eliminados durante el puerperio se llaman loquios. En los primeros tres días, los loquios están constituidos por sangre y vernix caseosa (loquios sanguíneos o rojos). En el cuarto y en el quinto día la cavidad del útero es invadida por gérmenes, que determinan un aflujo de leucocitos. En este período los loquios están constituidos por glóbulos blancos y gérmenes (loquios suero-sanguíneos). A finales de la primera semana, la cavidad uterina aparece limpiada por el material necrótico, se inicia así la regeneración del endometrio y los loquios adquieren un aspecto opalescente (loquios serosos). La regeneración se extiende gradualmente. Los loquios disminuyen de intensidad, adquiriendo una textura más densa y un color blanquecino-amarillento (loquios blancos) y desaparecen a la tercera semana de puerperio.
Al término del parto, el cuello uterino no se distingue del cuerpo uterino. Después de un día, el cuello se ha reconstituido, pero el canal se ha dilatado, lo que permite el paso de gérmenes. Sólo después de un mes del parto el canal cervical vuelve a sus dimensiones originales.

### Modificaciones en los ovarios
El cuerpo lúteo gravídico en los ovarios desaparece. El sistema hormonal vuelve gradualmente a las condiciones que permiten una nueva ovulación.
El período de reanudación de la ovulación y, consecuentemente, de la menstruación, varía notablemente:
- en la mujer que no amamanta, después de unos 40 días (75% de los casos)
- en la mujer que amamanta, experimenta un retraso (amenorrea de la lactancia) variable (25% de los casos), que puede durar toda la lactancia; raras veces también puede durar más allá del destete, a causa de un hiperinvolución del útero.

### Modificaciones en la vagina
La vagina retoma las condiciones normales en unos diez días. Los pliegues de la mucosa disminuyen: las paredes vaginales son más lisas. Esta también pierde su lubricación.

## Patologías
Pueden considerarse fenómenos patológicos del puerperio infecciones que se pueden manifestar localmente o en las mamas. Otro carácter patológico posible son las hemorragias puerperales, que pueden poner en riesgo la vida de la paciente. Para no tener una excesiva pérdida de sangre, en esta fase es fundamental que el útero esté bien contraído; de este modo los vasos presentes en la zona de inserción placentaria se "comprimen" y se evita, de esta manera, el derrame de sangre. Después de las primeras dos horas del parto vuelven los mecanismos normales de coagulación que determinan la formación de fibrina en la zona de inserción placentaria, y por este motivo las hemorragias son más raras.
Ciertas patologías afectan al útero, que van ligadas a una atonía muscular o a la inversión completa y topográfica del útero, y pueden ir acompañadas de derrames totales o parciales de líquido; también son posibles las laceraciones del órgano.
Otros problemas ligados al puerperio son la flebitis, la septicemia, la infección vulvo-vaginal, etcétera, todas parte de la infección puerperal. El estreptococo β-hemolítico es el agente más importante, junto con los anaerobios y sobre todo las bacterias gram negativas. La isquemia, la herida placentaria y del canal blando incluyendo la episiotomía y posibles desgarros perineales, la corioamnionitis, ruptura prematura de membranas, partos prolongados y exámenes vaginales repetidos se han descrito como posibles factores predisponentes de la infección puerperal.
Consecuentes al parto, se pueden dar embolias gaseosas o embolias de trombos, que causan asistolia aguda o edema pulmonar.
Además, la disminución de hormonas sexuales y el aumento de la prolactina produce un efecto negativo en el estado emocional de la mujer (depresión postparto) y disminuye su deseo sexual.
A nivel emocional pueden aparecer además otros trastornos que a menudo no se diagnostican o se confunden con una depresión puerperal, como un cuadro de Trastorno de Estrés Postraumático (TEPT) tras haber sufrido violencia obstétrica, o, más grave aún, una psicosis posparto como enfermedad aguda que requiere tratamiento inmediato.

## Nota
1. ↑  Es impropio el uso del sustantivo «posparto» en aposición con función atributiva, hoy muy frecuente por influencia del inglés; se recomienda utilizar el adjetivo «puerperal» o recurrir a una locución prepositiva (por ejemplo, «del posparto»).[1]